# 善惡
在宗教、倫理學與哲學中，善（英語：Good）與惡（英語：Evil）是一組常見的二分法（Dichotomy），何為善，何為惡，也是常見的討論主題。

## 概論
在各種語言中，善，通常是指具備正確而讓人想擁有的正面屬性。惡是善的反面，指具備錯誤，讓人不想擁有的負面屬性。善與惡，涉及到一種道德判斷，區分正確與錯誤、善良與邪惡，是所有人類文化中都具備的共同命題。

## 各宗教看法

### 琐罗亚斯德教
琐罗亚斯德教將整個世界視為是善惡二元對立的。

## 外部連結
[在维基数据编辑]
 《欽定古今圖書集成·理學彙編·學行典·善惡部》，出自陈梦雷《古今圖書集成》